# Перемишлянський повіт (ЗУНР)
Перемишлянський повіт — адміністративна одиниця у складі Австро-Угорщини, ЗУНР, Польщі та СРСР. Адміністративний центр — містечко Перемишляни. Його населення становило 4 206 мешканців.
Сучасний Перемишлянський район Львівської області.

## Географія
Територія становила 925 км², населення — 70 599 (1921).
Повіт межував зі Львівським і Бібрським повітами на заході, з Рогатинським — на півдні, Кам'янським — на півночі, Золочівським — на сході, Бережанським — на південному сході.

## У складі Австро-Угорщини
Утворений у 1867 р. під час адміністративної реформи місцевого самоврядування розпорядженням міністерства внутрішніх справ Австро-Угорщини 23 січня 1867 року.
У 1880 р. повіт поділявся на 69 кадастральних гмін, до складу повіту входило 72 поселення і 64 фільварки. За переписом 1880 р. в повіті були 61 991 мешканець, серед них: 38 289 греко-католиків, 14 740 римо-католиків, 12 489 юдеїв і 1289 інших визнань. У товариських стосунках користувались переважно українською мовою — 45031 особа, польською — 13041, німецькою — 3803, іншими — 7. Територія повіту поділялась між двома судовими повітами (Перемишлянський і Глинянський).

## ЗУНР
Повітовим комісаром був адвокат д-р Франц Свістель, після нього — суддя д-р Володимир Пежанський. Делегатом до УНРади був обраний о.Степан Височанський, парох у Перегноєві (УНДП).
Повіт входив до Тернопільської військової області ЗУНР.

## Під польською окупацією
Включений до складу Тернопільського воєводства Польської республіки після утворення воєводства у 1920 році на окупованих землях ЗУНР. 

### Зміни адміністративного поділу
1 січня 1927 р. вилучена частина сільської гміни Лагодів і з неї утворена самоврядна гміна Сивороги.
1 серпня 1934 р. здійснено новий поділ на сільські ґміни внаслідок об'єднання тогочасних (збережених від Австро-Угорщини) гмін, які позначали громаду села. Новоутворені ґміни відповідали волості — об'єднували громади кількох сіл або (в дуже рідкісних випадках) обмежувались єдиним дуже великим селом.

#### Міста (Міські ґміни)
1. містечко Глиняни — місто з 1934 р.
2. містечко Перемишляни — місто з 1934 р.

#### Сільські ґміни
Кількість:
- 1920—1927 рр. — 65
- 1927—1934 рр. — 66
- 1934—1939 рр. — 9

| Об'єднані сільські ґміни 1934 року | Об'єднані сільські ґміни 1934 року | Старі сільські ґміни | Кількість |
| ---------------------------------- | ---------------------------------- | --- | --------- |
| 1                                  | Ґміна Ґліняни                      | Замосцє, Зенюв, Кшивіце, Полюхув Вєлькі, Пшеґноюв, Розвожани, Словіта, Якторув                                                                                          | 8         |
| 2                                  | Ґміна Добжаніца                    | Бжуховіце, Войцєховіце, Добжаніца, Жендовіце, Кожеліце, Осталовіце, Тучне                                                                                               | 7         |
| 3                                  | Ґміна Дунаюв                       | Бяле, Вісньовчик, Дунаюв, Новосюлка, Плєнікув, Полюхув Мали, Цємєжиньце                                                                                                 | 7         |
| 4                                  | Ґміна Задвуже                      | Задвуже, Ляшкі Крулєвскє, Полоніце, Полтев | 4         |
| 5                                  | Ґміна Куровіце                     | Альфредувка, Вижняни, Куровиці, Печеня, Солова, Туркоцін | 6         |
| 6                                  | Ґміна Погорильце                   | Ганачув, Ганачувка, Лагодув (частина), Подгайчикі, Погорильце, Станіміж, Унтервальден                                                                                   | 7         |
| 7                                  | Ґміна Пшемисляни                   | Боршів, Брикун, Вовків, Виписки, Коросне, Лагодів (частина), Ладанці, Липівці, Лоні, Майдан Ліповєцкі, Мерещів, Плетеничі, Пнятин, Сівороґі, Унюв, Ушковіце, Чуперносув | 16        |
| 8                                  | Ґміна Свіж                         | Кимир, Копань, Неділиська, Свірж, Глібовичі Свірзькі | 5         |
| 9                                  | Ґміна Янчин                        | Бачів, Білка, Болотня, Дусанів, Костенів, Подусільна, Подусів, Янчин | 8         |

* Виділено містечка, що були у складі сільських ґмін та не мали міських прав.

### Населення
У 1907 році українці-греко-католики становили 61 % населення повіту.
У 1939 році в повіті проживало 98 800 мешканців (60 975 українців-грекокатоликів — 61,71 %, 19 555 українців-латинників — 19,79 %, 8 170 поляків — 8,27 %, 1 640 польських колоністів міжвоєнного періоду — 1,66 %, 7 125 євреїв — 7,21 % і 1 335 німців та інших національностей — 1,35 %).
Публіковані польським урядом цифри про національний склад повіту за результатами перепису 1931 року (з 89 908 населення ніби-то було аж 52 269 (58,14 %) поляків при 32 777 (36,46 %) українців, 4 445 (5,0 %) євреїв і 367 (0,41 %) німців) суперечать шематизмам і даним, отриманим від місцевих жителів (див. вище), та пропорціям за допольськими (австрійськими) і післяпольськими (радянським 1940 та німецьким 1943) переписами.

## СРСР
27 листопада 1939 р. повіт включено до новоутвореної Львівської області.
17 січня 1940 р. повіт ліквідовано в результаті поділу території на Глинянський, Перемишлянський і Дунаєвський райони.